# Dekle iz Zlate ladjice
»Dekle iz Zlate ladjice« je skladba in sedmi single skupine Pepel in kri iz leta 1977. Avtor glasbe je Tadej Hrušovar, besedilo pa je napisal Dušan Velkaverh.

## Slovenska popevka '77
S to skladbo se je skupina prvič predstavila na Slovenski popevki 1977 v Celju, kjer je dosegla 3. nagrado občinstva in 3. nagrado mednarodne žirije.

## Snemanje
Producent je bil Dečo Žgur. Skladba ni bila nikoli izdana na albumu, samo kot single pri založbi RTV Ljubljana na mali vinilni plošči, na B strani s skladbo »Ne žalujmo za aprilom«.

## Zasedba

### Produkcija
- Tadej Hrušovar – glasba
- Dušan Velkaverh – besedilo
- Dečo Žgur – aranžma, producent

### Studijska izvedba
- Pepel in kri – vokali
- Mario Rijavec – dirigent
- Revijski orkester RTV Ljubljana – glasbena spremljava

## Mala plošča
7" vinilka
- »Dekle iz Zlate ladjice« (A-stran) – 4ː10
- »Ne žalujmo za aprilom« (B-stran) – 2ː33